# Marmora
Marmora (La Marmo in piemontese, La Marmol in occitano) è un comune italiano sparso di 57 abitanti della provincia di Cuneo in Piemonte.

## Storia

### Simboli
Lo stemma e il gonfalone del comune di Marmora sono stati concessi con decreto del presidente della Repubblica del 7 giugno 2011.
Il secondo quarto (l'aquila) e il quarto quarto (il leone) sono ripresi dallo stemma della famiglia La Marmora.
Il gonfalone è un drappo partito di bianco e di rosso.

## Monumenti e luoghi d'interesse

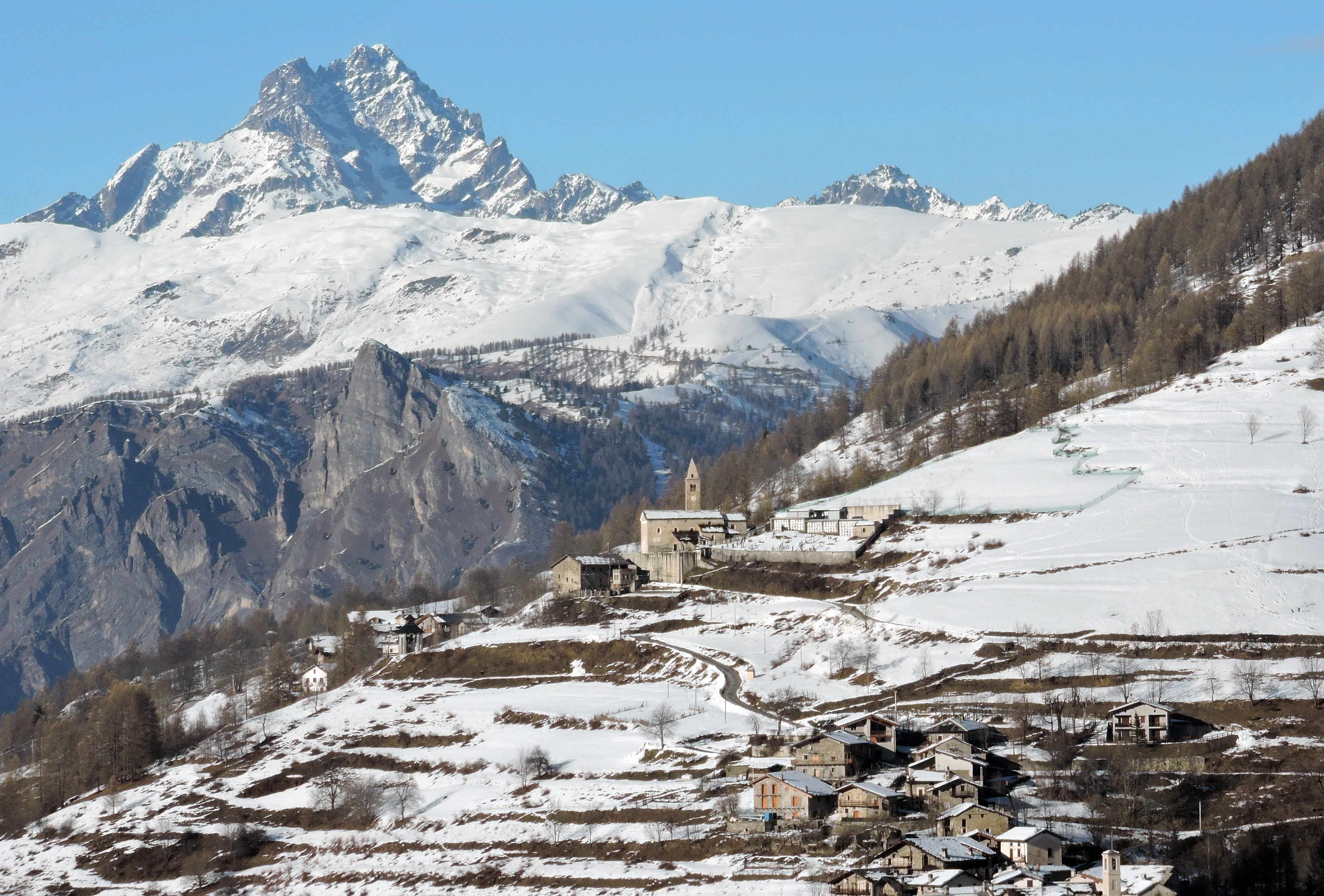
La parrocchiale e il Monviso sullo sfondo

In comune di Marmora, frazione San Sebastiano, è presente un'antica cappella, oggi visitabile, nella quale compaiono alcuni affreschi databili al 1450 circa, opera del pittore Giovanni (o Jean) Baleison, originario di Demonte, altro comune cuneese. 
Le opere rappresentano principalmente episodi della vita di Gesù e della vita di san Sebastiano.
Tra le particolarità della cappella vi è il fatto che l'abside era inizialmente rivolta verso est, secondo un'antica tradizione.
Inoltre, nell'opera affrescata, compaiono episodi riferiti a Vangeli apocrifi: è infatti rappresentata la levatrice di Gesù, Zachele, e inoltre compare un miracolo non compreso nei Vangeli ufficiali: si tratta del miracolo della crescita del grano, che pare essere avvenuto durante la fuga in Egitto.

## Società

### Evoluzione demografica
Lo spopolamento dei territori di montagna ha portato in cento anni alla perdita del 92% della popolazione residente nel 1921.
Abitanti censiti

## Amministrazione
| Periodo        | Periodo        | Primo cittadino   | Partito              | Carica  | Note |
| -------------- | -------------- | ----------------- | -------------------- | ------- | ---- |
| 25 giugno 1985 | 24 aprile 1995 | Michele Tolosano  | Democrazia Cristiana | Sindaco |      |
| 24 aprile 1995 | 14 giugno 2004 | Bernardino Ellena | Lista civica         | Sindaco |      |
| 13 giugno 2004 | 25 maggio 2019 | Emanuele Ponzo    | Lista Civica         | Sindaco |      |
| 26 maggio 2019 | in carica      | Giorgio Reviglio  | Lista Civica         | Sindaco |      |

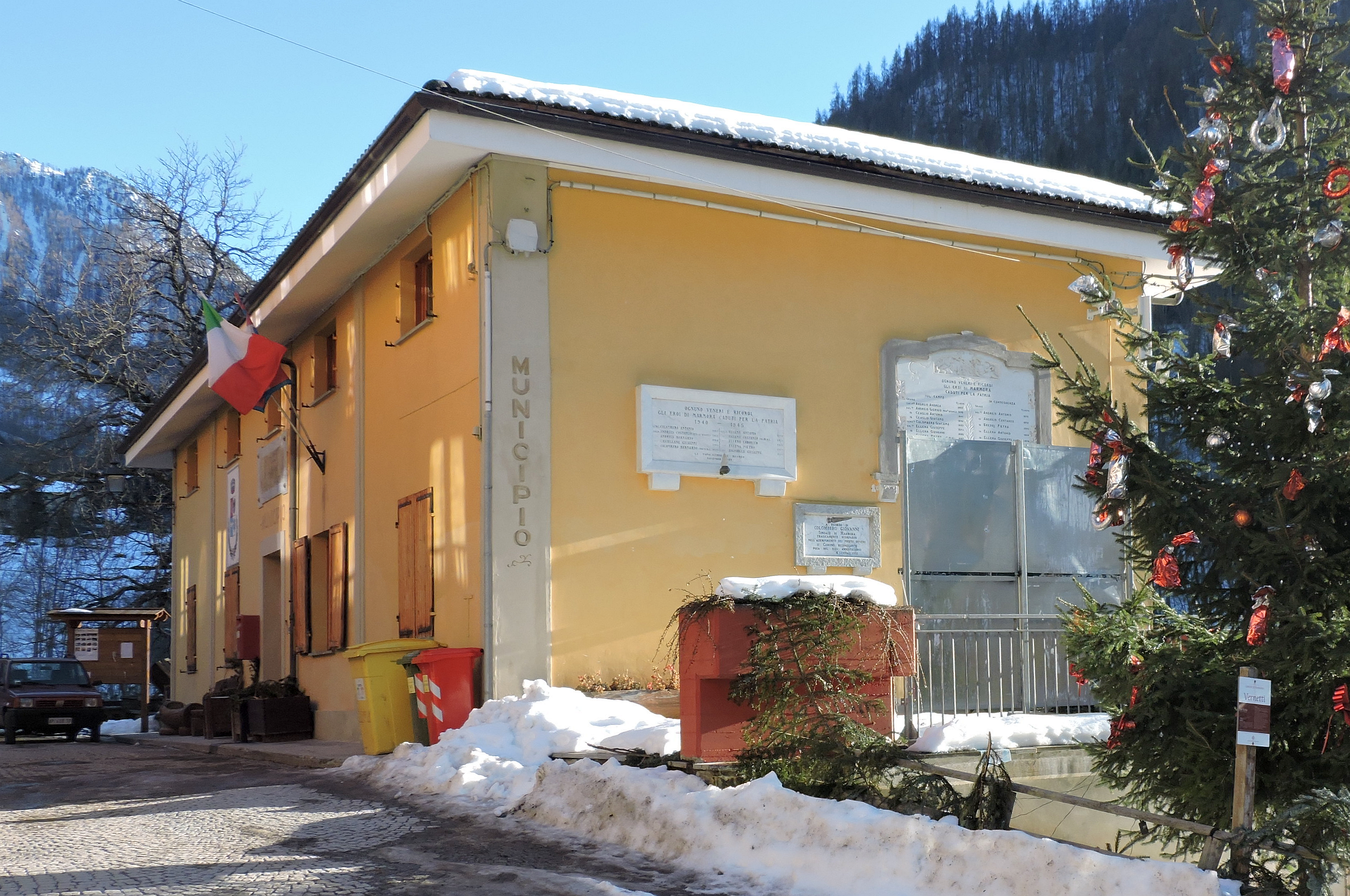
Il municipio

Marmora faceva parte della comunità montana Valli Grana e Maira.